# نووچسنوکوو
نووچسنوکوو (به لاتین: Novochesnokovo) یک منطقهٔ مسکونی در روسیه است که در استان آمور واقع شده‌است.